# Gakuto Notsuda
Gakuto Notsuda (野津田 岳人, Notsuda Gakuto), né le 6 juin 1994 à Hiroshima, est un footballeur japonais qui évolue au poste de milieu de terrain au BG Pathum United.

## Palmarès
- Champion du Japon en 2012, 2013  et 2015 avec le Sanfrecce Hiroshima

## Statistiques
| Saison                | Club                  | Championnat           | Championnat | Championnat | Coupe(s) nationale(s) | Coupe(s) nationale(s) | Compétition(s) continentale(s) | Compétition(s) continentale(s) | Compétition(s) continentale(s) | Total | Total |
| Saison                | Club                  | Division              | M.          | B.          | M.                    | B.                    | Comp.                          | M.                             | B.                             | M.    | B.    |
| 2012                  | Sanfrecce Hiroshima   | 1                     | 5           | 0           | 2                     | 0                     | -                              | -                              | -                              | 7     | 0     |
| 2013                  | Sanfrecce Hiroshima   | 1                     | 0           | 0           | 0                     | 0                     | C1                             | 0                              | 0                              | 0     | 0     |
| Sous-total            | Sous-total            | Sous-total            | 5           | 0           | 2                     | 0                     | -                              | -                              | -                              | 7     | 0     |
| Total sur la carrière | Total sur la carrière | Total sur la carrière | 5           | 0           | 2                     | 0                     | -                              | -                              | -                              | 7     | 0     |